# Año Internacional de la Sanidad Vegetal
2020 fue proclamado Año Internacional de la Sanidad Vegetal (AISV) por la Asamblea General de las Naciones Unidas el 20 de diciembre de 2018, mediante la resolución A/RES/73/252. Esta iniciativa fue impulsada por la Organización de las Naciones Unidas para la Alimentación y la Agricultura (FAO), en cooperación con la Convención Internacional de Protección Fitosanitaria (CIPF), , con un papel destacado de Finlandia, país que propuso la designación durante la 10ª sesión de la Comisión de Medidas Fitosanitarias (CPM-10) en 2015.
El objetivo central de la proclamación fue concienciar a nivel global sobre la importancia de la sanidad vegetal en la seguridad alimentaria, la erradicación del hambre, la protección del medio ambiente y el desarrollo económico sostenible. Se reconoció que las plantas sanas son esenciales para la vida en la Tierra, ya que constituyen el 80% de los alimentos que consumimos y generan el 98% del oxígeno que respiramos. También se resaltó la relación entre la sanidad vegetal y la mitigación del cambio climático, ya que las plagas y enfermedades se ven agravadas por el calentamiento global y los cambios en los ecosistemas.

## Actividades y alcance
A lo largo del año, se desarrollaron múltiples iniciativas con el fin de sensibilizar a la comunidad internacional sobre la relevancia de la sanidad vegetal y su impacto en la seguridad alimentaria, el comercio agrícola y la conservación del medio ambiente. Debido a la pandemia de COVID-19, el AISV fue extendido hasta el 1 de julio de 2021, con el objetivo de completar las actividades programadas y garantizar la difusión de sus mensajes clave.
La FAO, en colaboración con la CIPF y otras entidades internacionales, lideró campañas de comunicación globales que destacaron la importancia de fortalecer los sistemas fitosanitarios nacionales e internacionales. Durante el AISV, se organizaron 680 eventos en 86 países, alcanzando a más de 473 millones de personas a través de redes sociales y a aproximadamente 4.400 millones de lectores mediante la cobertura mediática.
Asimismo, se impulsaron proyectos para fortalecer la capacidad de los países en la implementación de estrategias de prevención y control fitosanitario. Se destacó que las plagas de plantas son responsables de la pérdida de hasta el 40% de los cultivos alimentarios a nivel mundial. Ante este panorama, se fomentaron acuerdos de cooperación entre gobiernos y el sector privado para impulsar el desarrollo de tecnologías agrícolas innovadoras que permitan la detección temprana y una respuesta rápida ante brotes fitosanitarios.
El financiamiento de las actividades relacionadas con el Año Internacional se basó en contribuciones voluntarias de los Estados miembros, organizaciones internacionales y otros actores interesados. Con este apoyo, se llevaron a cabo programas de educación y formación para agricultores, investigadores y profesionales del sector agrícola, con el fin de promover el uso de prácticas sostenibles y resilientes en la gestión de la sanidad vegetal. Además, se incentivó la colaboración científica para mejorar la investigación sobre plagas emergentes y fortalecer la seguridad alimentaria a nivel mundial.
Como resultado de esta conmemoración, varios países reforzaron sus marcos normativos en materia fitosanitaria y adoptaron nuevas regulaciones para prevenir la introducción y dispersión de organismos perjudiciales. Además, como parte del legado del Año Internacional de la Sanidad Vegetal, la Asamblea General de las Naciones Unidas proclamó el 12 de mayo como el Día Internacional de la Sanidad Vegetal, establecido a partir de 2022. Esta fecha busca mantener en la agenda global la relevancia de la sanidad vegetal en la erradicación del hambre, la reducción de la pobreza, la protección de la biodiversidad y el desarrollo económico sostenible.